# Papaver pasquieri
Papaver pasquieri är en vallmoväxtart som beskrevs av Dubuis och Faurel. Papaver pasquieri ingår i släktet vallmor, och familjen vallmoväxter. Inga underarter finns listade i Catalogue of Life.